# Raymond Belle
Raymond Belle föddes i Huế, Vietnam, 1939. Under ett besök hos sin farbror blev han separerad från sina föräldrar på grund av Vietnamkriget och han fortsatte därefter att bo hos sin farbror. Under den tid som han bodde hos sin farbror utsattes han för sexuella övergrepp och blev som sjuåring skickad till en fransk militärskola i Dalat där han tränades till att bli barnsoldat. Som en respons på övergreppen började Raymond att träna upp sig själv för att bli starkare. När det var natt och de andra barnen låg och sov gick Raymond ut i skogen och tränade. Han gjorde egna hinderbanor i skogen som han repeterade hundratals gånger för att kunna röra sig tyst, smidigt, och för att öka sin uthållighet. Han utförde också mentala övningar där han tillfogade sig själv smärta, genom att exempelvis slå knogarna mot träd eller använda boxningssäckar för att slå dem mot kinder och näsa i syfte att göra kroppen mindre känslig för smärta. Efter att Dien Bien Phu hade fallit år 1954 skickades Raymond som sextonåring tillbaka till Frankrike. När han var tillbaka i Frankrike började han att arbeta som brandman och han fick kontakt med sina släktingar i Sarcelles. Raymond blev en del av regementets elitteam av brandmän som tog sig an de farligaste uppdragen. Han fick rykte om sig för att vara lugn, modig och självuppoffrande. Han var en av de första brandmän i Paris som deltog i helikopterburna operationer. Han fick många medaljer för sina bedrifter och rykte om att vara en exceptionell ’’pompier’’ och han beskrevs som en naturkraft.